# Alticola tuvinicus
Alticola tuvinicus — вид гризунів родини Cricetidae. Зустрічається в Монголії та Росії. Населяє скелясті ділянки гірських степових місцезростань, пов'язаних з ялівцем і альпійськими луками. Цей вид живиться зеленими частинами рослин, запасаючи сіно як джерело зимової їжі.